# 源潭镇 (清远市)
源潭镇，是中华人民共和国广东省清远市清城区下辖的一个乡镇级行政单位。2020年人口88070人。

## 行政区划
源潭镇下辖以下地区：
源潭社区、源潭高桥社区、台前社区、秀溪社区、新田社区、踵头村、大达村、青龙村、松塘村、金星村、新马村、大连村、迎咀村、连安村、连塘村、东坑村、黄溪村、积余村、黄茅村、大龙村和洞尾村。

## 交通
- 京广铁路：源潭站